# 巴西松子

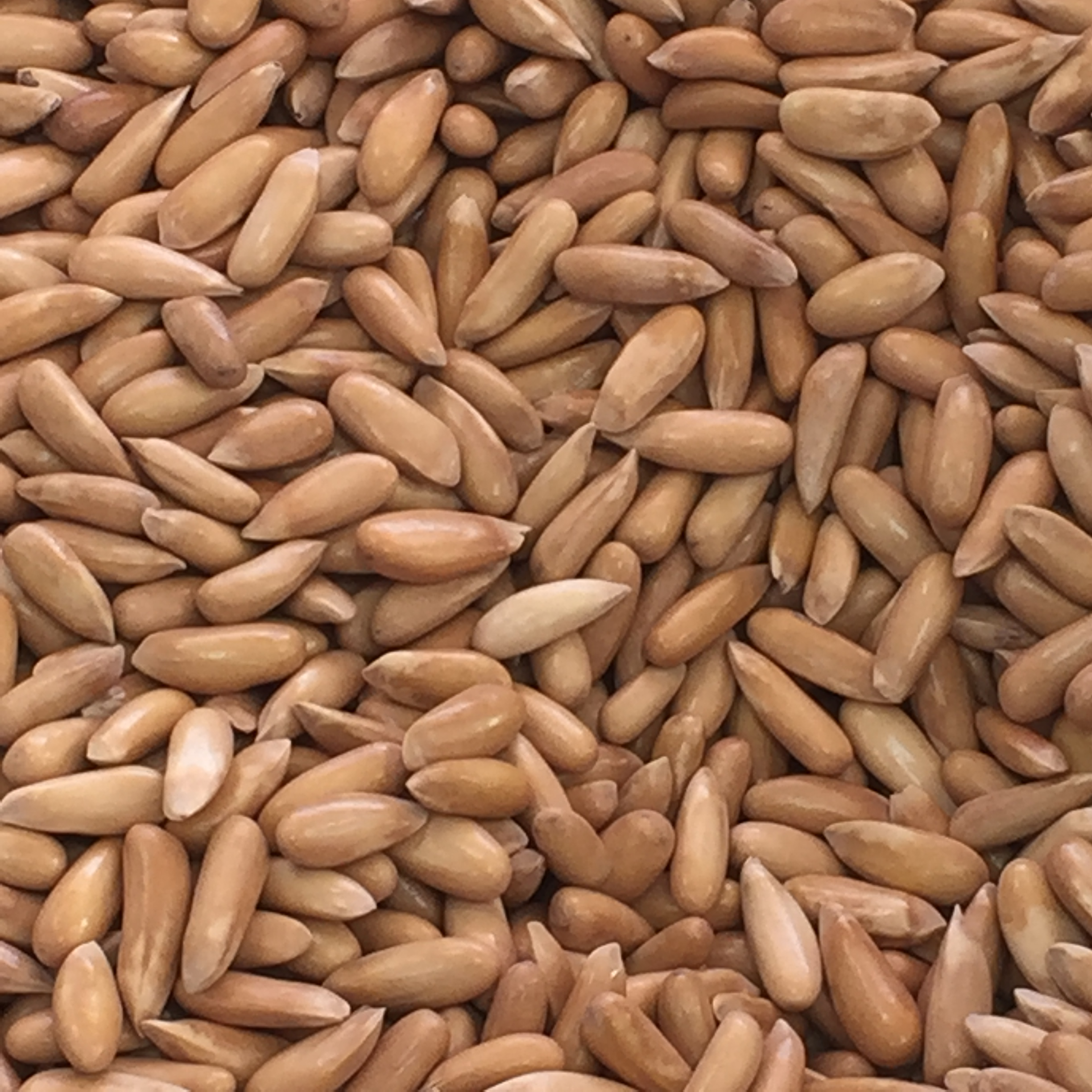
巴基斯坦松子

巴基斯坦松子，简称为巴西松子，是西藏白皮松的种子，主要产自巴基斯坦西部和阿富汗等地。值得注意的是，巴西松子里的“巴西”指的是“巴基斯坦西部”而非南美洲的“巴西联邦共和国”，因此市售的巴西松子不是巴西松的种子。